# Faye Emerson
Faye Margaret Emerson (Elizabeth, 8 luglio 1917 – Deià, 9 marzo 1983) è stata un'attrice statunitense.

## Vita privata
Si sposò tre volte: la prima con William Crawford (dal 1938 al 1942), la seconda con Elliott Roosevelt, figlio di Franklin D. Roosevelt (dal 1944 al 1950) e la terza con il pianista Skitch Henderson (dal 1950 al 1957).

## Filmografia parziale

### Cinema
- I tre moschettieri del Missouri (Bad Men of Missouri), regia di Ray Enright (1941)
- Nine Lives Are Not Enough, regia di A. Edward Sutherland (1941)
- Il cavaliere della vendetta (Wild Bill Hickok Rides), regia di Ray Enright (1942)
- Lady Gangster, regia di Robert Florey (1942)
- Juke Girl, regia di Curtis Bernhardt (1942)
- The Hard Way, regia di Vincent Sherman (1943)
- Arcipelago in fiamme (Air Force), regia di Howard Hawks (1943)
- Destinazione Tokyo (Destination Tokyo), regia di Delmer Daves (1943)
- Il canto del deserto (The Desert Song), regia di Robert Florey (1943)
- Tre giorni di gloria (Uncertain Glory), regia di Raoul Walsh (1944)
- Tra due mondi (Between Two Worlds), regia di Edward A. Blatt (1944)
- La maschera di Dimitrios (The Mask of Dimitrios), regia di Jean Negulesco (1944)
- The Very Thought of You, regia di Delmer Daves (1944)
- Ho baciato una stella (Hollywood Canteen), regia di Delmer Daves (1944)
- Berlino Hotel (Hotel Berlin), regia di Peter Godfrey (1945)
- Delitti senza sangue (Danger Signal), regia di Robert Florey (1945)
- Tragico destino (Her Kind of Man), regia di Frederick De Cordova (1946)
- Una luce nell'ombra (Nobody Lives Forever), regia di Jean Negulesco (1946)
- Main Street to Broadway, regia di Tay Garnett (1953)

### Televisione
- The Chevrolet Tele-Theatre – serie TV, 3 episodi (1948-1950)
- The Philco Television Playhouse – serie TV, un episodio (1950)
- Studio One – serie TV, un episodio (1954)
- The United States Steel Hour – serie TV, 5 episodi (1953-1961)